# Château de Recologne
Le château de Recologne est un château, protégé des monuments historiques, situé sur la commune de Recologne dans le département français du Doubs, en Franche-Comté.

## Localisation
Le château est situé en bordure du village de Recologne.

## Histoire
Un ancien château est détruit en 1636 par l'armée française dans le cadre de la guerre de trente ans. Le château est reconstruit en 1640 par Frederic de Chavirey et devient la propriété de la famille de Camus en 1746 et de la famille Chifflet en 1787[réf. souhaitée]. En 1789, le sieur de Camus fait raser le pont-levis ainsi que les fortifications générant les moqueries des habitants.
Le 2 mai 1979, les façades et toitures du bâtiment principal, le salon au rez-de-chaussée ainsi que la chapelle au premier étage avec leur décor sont inscrits au titre des monuments historiques.

## Architecture
Le château est de plan rectangulaire de 40 mètres dans sa plus grande longueur et chaque coin est flanqué de pavillons d'angle. Sur la façade principale, se dresse un escalier à double volée à garde corps en fer forgé[réf. souhaitée].